# Cyrestis pemanggilensis
Cyrestis pemanggilensis är en fjärilsart som beskrevs av John Nevill Eliot 1978. Cyrestis pemanggilensis ingår i släktet Cyrestis och familjen praktfjärilar. Inga underarter finns listade i Catalogue of Life.